# 雪球 (巴菲特)
《滚雪球：沃伦巴菲特和他的财富人生》（The Snowball: Warren Buffett and the Business of Life，ISBN 9780553805093）是关于沃伦·巴菲特的个人传记，原作者是艾丽斯·施罗德（Alice Schroeder），她于10年前的1998年结识了巴菲特。英文原版由斑塔姆出版社（Bantam Books）出版。繁体中文版本（ISBN 9789862162446）由台湾天下文化引进出版，楊美齡等翻译，2008年12月26日首版。简体中文版本（ISBN 9787508613857）由中信出版社引进出版，覃扬眉等翻译，2009年1月1日软皮简装首次出版。

## 巴菲特的话
本書引用了巴菲特的一句话：
|  | Life is like a snowball. The important thing is finding wet snow and a really long hill. |

## 肯定
儘管《经济学人杂志》（The Economist）勸那些想要挖掘更多关于巴菲特资料的读者说“巴菲特先生的文集和年报应该是个更好的开始”，但该杂志还是给了本书一个常规的肯定评价。
本书也获得了2008高盛/金融时报图书奖的提名。